# فرضية الملكة الحمراء

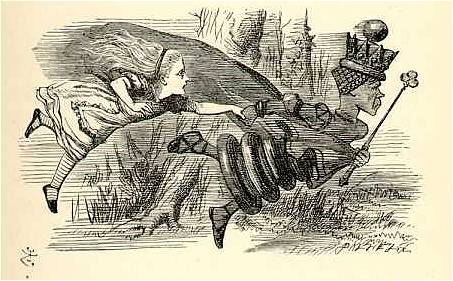

فرضية الملكة الحمراء (بالإنجليزية: Red Queen hypothesis)‏ (يشار إليها أيضا بالملكة الحمراء أو سباق الملكة الحمراء أو تأثير الملكة الحمراء) هي فرضية في التطور. المصطلح مأخوذ من سباق الملكة الحمراء في قصة «من خلال الزجاج» للويس كارول؛ حيث تقول الملكة الحمراء في خلال القصة: «الأمر يتطلب كل الركض الذي تستطيع أن تركضه لتبقى في نفس المكان.» مبدأ الملكة الحمراء يمكن أن يوضح بـ:
التكيّف المستمر ضروري لنوع ما للحفاظ على لياقته النسبية خلال الأنظمة التي يتطور تبادليا معها.
تهدف الفرضية إلى تفسير ظاهرتين مختلفتين: فائدة التكاثر الجنسي على مستوى الأفراد، وسباق التسلح التطوري الثابت بين الأنواع المتنافسين. في الظاهرة الأولى (التطور على المستوى الصغير) عندما يتم خلط جينات الاب والام قد يسمح التكاثر الجنسي بحدوث تطور سريع للنوع للاستمرار في النمط الحياتي الذي يغزوه أساسا في النظام البيئي. في الظاهرة الثانية (التطور على المستوى الكبير) يكون احتمال حدوث انقراض للمجموعات (الفصائل عادة من المتعضيات، وفقا للفرضية، ثابت بين المجموعة المجموعات وعشوائي بين المجموعات. فرضية كورت جستر هي نسخة مطابقة لذلك والتي تقترح أن التطور على المستوى الكبير يحدث غالبا بواسطة أحداث وقوى لاأحيائية.

## النشأة
اقترح لي فان فالين الفرضية بأنها مماس توضيحي لشرح قانون الانقراض من خلال توضيح أن احتمال حدوث الانقراض لا يعتمد على عمر السكان المتواجدين في المجتمعات السكنية. يمكن تفسير ذلك من خلال التطور المشترك للأنواع، حيث تطورت الأنواع المستقرة بشكل متعاون من أجل التكيف والبقاء على قيد الحياة. حيث يعتمد كل منهم على التكافل مع بعضهم البعض وتوجيه المزايا الخاصة بما يكفي لضمان البقاء على قيد الحياة بقدر أكبر. صاغ فان فالين فرضية الملكة الحمراء لأنه بوجب هذا التفسير، يتعين على السكان التطور من أجل البقاء في نفس المكان، وإلا سيحدث انقراض آخر.
استخدم هارتونج وبيل فرضية الملكة الحمراء بشكل مستقل لتفسير تطور الجنس، واستخدمها جون هاينايك لشرح الحفاظ على الجنس، واستخدمها دابليو دي هاميلتون لتوضيح دور الجنس في الاستجابة للطفيليات. في جميع الحالات، يجعل التكاثر الجنسي الأنواع أكثر تباينًا ويساعد على استجابة أجيال أسرع للانتقاء الطبيعي من خلال جعل النسل مميزًا من الناحية الوراثية؛ فالأنواع الجنسية قادرة على تحسين النمط الوراثي في الظروف المتغيرة.
توفر فرضية الملكة الحمراء بصيغتها التي وضعها فان فالين أساسًا مفاهيميًا لمناقشات سباقات التسلح التطورية على الرغم من أن الاختبار المباشر للفرضية ما زال بعيد المنال، خاصة على مستوى التطور الكلي. على سبيل المثال، نظرًا لأن كل تحسن في أحد الأنواع سيجعل ليها ميزة انتقائية على الأنواع الأخرى، فإن هذا الاختلاف عادة ما يؤدي باستمرار إلى زيادة اللياقة في نوع أو آخر. ومع ذلك، فإن التحسن في أحد الأنواع يعني أنه سيحصل على ميزة تنافسية على الأنواع الأخرى، وبالتالي يكون قادرًا على الحصول على حصة أكبر من الموارد المتاحة للجميع؛ هذا يعني أن زيادة اللياقة في مجموعة متطورة واحدة سوف يؤدي إلى انخفاض اللياقة في مجموعة آخر.
اقترح فان فالن فرضية الملكة الحمراء كتفسير توضيحي لـ «قانون الانقراض» الذي اقترحه أيضًا عام 1973، وقد استمده من ملاحظة احتمالات الانقراض المستمرة داخل أسر الكائنات الحية عبر الزمن الجيولوجي.
لم تكن مناقشات الجنس والتكاثر جزءًا من فرضية فان فالن للملكة الحمراء، والتي تناولت التطور على مستويات أعلى من مستوى الأنواع. اقترح بيل عام 1982 النسخة التطورية لفرضية الملكة الحمراء - مستشهداً أيضًا لويس كارول- ولكن ليس نقلاً عن فان فالين.

### تطبيق على الصراع البشري
يمكن للمرء أن يطبق سباق التسلح هذا على التطور الإنساني ويفسرها كسبب واضح للنزاع. وفقًا لآذار جات، ينشأ تأثير فرضية الملكة الحمراء عندما تجد مجموعتان متنافستان نفسيهما في مأزق أمني. ينتج هذا المأزق الأمني عندما تتخذ مجموعة بعضًا من التدابير الدفاعية لحسين أمنها مما يؤدي إلى سباق تسلح عسكري؛ ويتسبب سباق التسلح هذا في أن يستهلك كل جانب كميات متزايدة من الموارد من أجل التفوق على الآخر واكتساب ميزة منفردة عنه. ينتهي سباق التسلح إذا اكتسب إحدى المجموعتين ميزة عن الأخرى وتفوز تلك المجموعة التي لديها المزيد من الموارد. ومع ذلك، عادة مايتشابه المجموعتان في النتائج ولا يستطيع أي منهما اكتساب ميزة بغض النظر عن الموارد التي يستثمرها كل جانب. الوضع هنا يشبه معضلة السجينين إلى حد ما؛ حيث لا يمكن لأي من الطرفين إيقاف سباق التسلح، وذلك بسبب الشك المتبادل والمخاوف من أن المجموعة الأخرى ستكسب ميزة تكتيكية كبيرة، ولهذا السبب، فإن تأثير الملكة الحمراء هو نتيجة للمنافسة والصراع بين البشر.

### سباق التسلح بين الأنواع
عند تواجد عدد من الزوجين –أي الحيوان المفترس والفريسة- حيث السلاح المعني هنا هو سرعة الجري؛ فالأرنب يجري بسرعة أكبر من الثعلب، لأن الأرنب يركض من أجل البقاء على قيد الحياة، بينما يركض الثعلب فقط من أجل تناول العشاء.

## الدليل
هناك أدله متوفرة حول هذا التفسير لتطور الجنس من خلال مقارنة معدل التطور الجزيئي لإنزيم الكيناز والأجسام المضادة في الجهاز المناعي مع الجينات التي ترمز للبروتينات الأخرى؛ ووُجد أن الشفرات الجينية لبروتينات الجهاز المناعي تتكون بشكل أسرع.
قُدمت أدلة إضافية على فرضية الملكة الحمراء من خلال ملاحظة ديناميكيات طويلة المدى وتطور الطفيل في مجموعة مختلطة من الجنسيين وغير الجنسيين من القواقع (Potamopyrgus antipodarum). تم رصد عدد من الجنسيين وعدد من اللاجنسيين ومعدلات الإصابة بالطفيل لكل منهما، وقد وجد أن الحيوانات المستنسخة التي كانت وفيرة في بداية الدراسة أصبحت أكثر عرضة للطفيليات مع مرور الوقت. ومع ازدياد عدد الإصابات الطفيلية، تضاءلت أعداد الحيوانات المستنسخة بشكل كبير واختفت بعض الأنواع النسيلية تمامًا؛ وفي الوقت نفسه بقيت القواقع الجنسية بشكل أكثر استقرارًا مع مرور الوقت.
في عام 2011، استخدم الباحثون الدودة المستديرة المجهرية Caenorhabditis elegans كمضيف والبكتيريا المسببة للأمراض Serratia marcescens لإنشاء نظام مشترك لطفيل في بيئة مسيطر عليها، مما يسمح لهم بإجراء أكثر من 70 تجربة تطورية لاختبار فرضية الملكة الحمراء. لقد تعاملوا وراثياً مع نظام التزاوج في C. elegans، مما تسبب في تزاوج السكان إما عن طريق الاتصال الجنسي أو عن طريق الإخصاب الذاتي أو مزيج من الاثنين معا في نفس المجموعة الموجودة في نفس المكان؛ ثم عرّضوا تلك المجموعات لطفيل S. marcescens، وقد وُجد أن المخصبين ذاتيا لـ C. elegans انقرضوا بسرعة بواسطة طفيليات coevolving، في حين أن الجنس سمح للسكان بمواكبة طفيلياتهم، وهي نتيجة تتسق مع فرضية الملكة الحمراء.
حاليًا، لا يوجد إجماع بين علماء الأحياء على القوى الانتقائية الرئيسية التي تحافظ على الجنس.

## مفارقة الجنس: تكلفة الذكور
نشر كاتب العلوم مات ريدلي المصطلح المتعلق بالاختيار الجنسي في كتابه لعام 1993 «الملكة الحمراء»، الذي ناقش فيه ذلك جدال البيولوجيا النظرية حول فائدة التكييف بالنسبة للتكاثر الجنسي لتلك الأنواع التي تظهر فيها. ينشأ ارتباط الملكة الحمراء بهذا النقاش من حقيقة أن فرضية النائب عن براي المقبولة تقليديًا لم تظهر سوى فائدة تكيفية على مستوى النوع أو المجموعة، وليس على مستوى الجين.على النقيض من ذلك، فإن أطروحة حول الملكة الحمراء توحي بأن الكائنات الحية تشغل سباقات تسلح دورية مع طفيلياتها يمكن أن تفسر فائدة التكاثر الجنسي على مستوى الجين من خلال افتراض أن دور الجنس هو الحفاظ على الجينات غير الملائمة حاليًا، لكن ذلك سيصبح مفيدًا على خلفية عدد مستقبلي محتمل من الطفيليات.
وقد لوحظت أدلة أخرى على فرضية الملكة الحمراء في الآثار الأليلية تحت الانتقاء الجنسي. تؤدي فرضية الملكة الحمراء إلى فهم أن إعادة التركيب الأليلي مفيد للمجموعات السكانية التي تتعايش في تفاعلات حيوية عدوانية، مثل تفاعلات المفترس أو الفرائس الطفيلية. في حالات العلاقات بين الطفيل والمضيف، يمكن للتكاثر الجنسي أن يسرع في إنتاج أنماط وراثية جديدة متعددة الموضع تسمح للمضيف بالتملص من الطفيليات التي تكيفت مع الأجيال السابقة من المضيفات النموذجية. يمكن تمثيل التأثيرات الطفيلية بنماذج لوصف كيف يمكن لإعادة التهجين من خلال التكاثر الجنسي أن تكون مفيدة. وفقًا للفرضية الحتمية الطفرية، إذا كان معدل الطفرة الضار مرتفعًا، وإذا كانت هذه الطفرات تتفاعل لتسبب انخفاضًا عامًا في اللياقة العضوية، فإن التكاثر الجنسي يوفر ميزة على الكائنات التي لا تتكاثر جنسيًا عن طريق السماح للسكان بالتخلص من الطفرات الضارة ليس فقط بسرعة، ولكن أيضا الأكثر فعالية. حيث أن إعادة التهجين هي إحدى الوسائل الأساسية التي تفسر تطور العديد من الكائنات الحية للتكاثر الجنسي.
الكائنات الجنسية يجب أن تنفق الموارد للعثور الأزواج. في حالة مثنوية الشكل الجنسي، عادة ما يساهم أحد الجنسين في بقاء نسلهم (الأم عادة). في مثل هذه الحالات، فإن الفائدة التكيفية الوحيدة لممارسة الجنس الثاني هي إمكانية الانتقاء الجنسي والتي يمكن للكائنات الحية تحسين جنسها الوراثي.

## نمو الشيخوخة
تم الاعتماد على فرضية الملكة الحمراء أيضًا من قبل بعض المؤلفين لشرح تطور الشيخوخة. والفكرة الرئيسية هي أن الشيخوخة هي التي يفضلها الانتقاء الطبيعي لأنه يتيح التكيف بشكل أسرع مع الظروف المتغيرة، وخاصة من أجل مواكبة تطور مسببات الأمراض والحيوانات المفترسة والفرائس.

## فرضية مهرج المحكمة
الفكرة التطورية المتنافسة هي فرضية مهرج المحكمة، والتي تشير إلى أن سباق التسلح ليس هو القوة الدافعة للتطور على نطاق واسع، بل هو من العوامل غير الحيوية.